# Lista siturilor arheologice din județul Covasna - S
Lista siturilor arheologice din județul Covasna - S conține toate siturile arheologice din județul Covasna înscrise în Repertoriul Arheologic Național (RAN) și aflate în localități al căror nume începe cu litera S. RAN este administrat de Ministerul Culturii și Patrimoniului Național și cuprinde date științifice, cartografice, topografice, imagini și planuri, precum și orice alte informații privitoare la zonele cu potențial arheologic, studiate sau nu, încă existente sau dispărute.
Puteți căuta un sit din localitățile care încep cu litera S folosind formularul de mai jos sau puteți naviga prin toate siturile din județ la Lista siturilor arheologice din județul Covasna.
| Cod RAN                                   | Denumire | Localitate                              | Adresă                               | Datare                               | Descoperit | Coordonate | Imagine           | Erori            |
| ----------------------------------------- | --- | --------------------------------------- | ------------------------------------ | ------------------------------------ | ---------- | ---------- | ----------------- | ---------------- |
| 63401.01.01 (Cod LMI: CV-I-m-B-13029.01)  | Situl arheologic de la Sfântu Gheorghe-Cetatea Cocostârcului / ansamblu anonim (Categorie: locuire civilă) (Tip: Așezare fortificată)                                   | municipiul Sfântu Gheorghe              | Cetatea Cocostârcului                | Cucuteni - Ariușd                    |            |            | Încărcați imagine | Raportați eroare |
| 63401.01.02 (Cod LMI: CV-I-m-B-13029.02)  | Situl arheologic de la Sfântu Gheorghe-Cetatea Cocostârcului / ansamblu anonim (Categorie: locuire civilă) (Tip: Așezare fortificată)                                   | municipiul Sfântu Gheorghe              | Cetatea Cocostârcului                | Wietenberg                           |            |            | Încărcați imagine | Raportați eroare |
| 63401.02.01 (Cod LMI: CV-I-s-A-13033)     | Așezarea medievală de la Sfântu Gheorghe / ansamblu anonim (Categorie: locuire civilă) (Tip: Așezare)                                                                   | municipiul Sfântu Gheorghe              | Str. Vargodre, punct Str. Vargodre   | sec. X - XII                         |            |            | Încărcați imagine | Raportați eroare |
| 63401.03.01 (Cod LMI: CV-I-s-B-13030)     | Situl arheologic de la Sfântu Gheorghe - "Avasalja" / ansamblu anonim (Categorie: locuire civilă) (Tip: Așezare)                                                        | municipiul Sfântu Gheorghe              | Avasalja                             | Wietenberg                           |            |            | Încărcați imagine | Raportați eroare |
| 63401.03.02 (Cod LMI: CV-I-s-B-13030)     | Situl arheologic de la Sfântu Gheorghe - "Avasalja" / ansamblu anonim (Categorie: locuire civilă) (Tip: Așezare)                                                        | municipiul Sfântu Gheorghe              | Avasalja                             | Schneckenberg                        |            |            | Încărcați imagine | Raportați eroare |
| 63401.03.03 (Cod LMI: CV-I-s-B-13030)     | Situl arheologic de la Sfântu Gheorghe - "Avasalja" / ansamblu anonim (Categorie: locuire civilă) (Tip: Așezare)                                                        | municipiul Sfântu Gheorghe              | Avasalja                             |                                      |            |            | Încărcați imagine | Raportați eroare |
| 63401.03.04 (Cod LMI: CV-I-s-B-13030)     | Situl arheologic de la Sfântu Gheorghe - "Avasalja" / ansamblu anonim (Categorie: locuire civilă) (Tip: Mormânt de inhumație)                                           | municipiul Sfântu Gheorghe              | Avasalja                             | scitică                              |            |            | Încărcați imagine | Raportați eroare |
| 63401.04.01 (Cod LMI: CV-I-m-A-13031.02)  | Situl arheologic de la Sfântu Gheorghe-Eprestetõ / ansamblu anonim (Categorie: locuire) (Tip: Necropolă de incinerație)                                                 | municipiul Sfântu Gheorghe              | Eprestetõ                            | geto-dacică                          |            |            | Încărcați imagine | Raportați eroare |
| 63401.04.02 (Cod LMI: CV-I-m-A-13031.01)  | Situl arheologic de la Sfântu Gheorghe-Eprestetõ / ansamblu anonim (Categorie: locuire) (Tip: Așezare)                                                                  | municipiul Sfântu Gheorghe              | Eprestetõ                            | daco-romană sec. III - IV            |            |            | Încărcați imagine | Raportați eroare |
| 63401.05.01 (Cod LMI: CV-I-m-A-13032.04)  | Situl arheologic de la Sfântu Gheorghe - "Bedehaza" / ansamblu anonim (Categorie: locuire civilă) (Tip: Așezare)                                                        | municipiul Sfântu Gheorghe              | Bedeháza                             | Starčevo - Criș                      |            |            | Încărcați imagine | Raportați eroare |
| 63401.05.02 (Cod LMI: CV-I-m-A-13032.03)  | Situl arheologic de la Sfântu Gheorghe - "Bedehaza" / ansamblu anonim (Categorie: locuire civilă) (Tip: Așezare)                                                        | municipiul Sfântu Gheorghe              | Bedeháza                             | Wietenberg                           |            |            | Încărcați imagine | Raportați eroare |
| 63401.05.03 (Cod LMI: CV-I-m-A-13032.02)  | Situl arheologic de la Sfântu Gheorghe - "Bedehaza" / ansamblu anonim (Categorie: locuire civilă) (Tip: Așezare)                                                        | municipiul Sfântu Gheorghe              | Bedeháza                             | geto-dacică                          |            |            | Încărcați imagine | Raportați eroare |
| 63401.05.04 (Cod LMI: CV-I-m-A-13032.01)  | Situl arheologic de la Sfântu Gheorghe - "Bedehaza" / ansamblu anonim (Categorie: locuire civilă) (Tip: Așezare)                                                        | municipiul Sfântu Gheorghe              | Bedeháza                             | sec. XII                             |            |            | Încărcați imagine | Raportați eroare |
| 64835.01.01 (Cod LMI: CV-I-s-B-13078)     | Așezarea romană de la Sânzieni / ansamblu anonim (Categorie: locuire civilă) (Tip: Așezare)                                                                             | sat Sânzieni, comuna Sânzieni           |                                      | sec. II - III                        |            |            | Încărcați imagine | Raportați eroare |
| 64700.01.01                               | Locuirea Ciomortan de la Sântionlunca - "Cariera de nisip" / ansamblu anonim (Categorie: locuire) (Tip: Locuire)                                                        | sat Sîntionlunca, comuna Ozun           | Cariera de nisip                     | Ciomortan                            |            |            | Încărcați imagine | Raportați eroare |
| 64700.02.01                               | Ruinele bisericii romanice de la Sântionlunca - "Conacul Apor" / ansamblu anonim (Categorie: structură de cult/religioasă) (Tip: Biserică)                              | sat Sîntionlunca, comuna Ozun           | Conacul Apor                         | sec. XI-XII                          |            |            | Încărcați imagine | Raportați eroare |
| 64817.03.01                               | Locuirea din epoca bronzului de la Saciova - "Șes" / ansamblu anonim (Categorie: locuire) (Tip: Locuire)                                                                | sat Saciova, comuna Reci                | Șes                                  |                                      |            |            | Încărcați imagine | Raportați eroare |
| 64817.02                                  | Așezarea de epoca bronzului de la Saciova (Categorie: așezare) (Tip: așezare)                                                                                           | sat Saciova, comuna Reci                |                                      |                                      |            |            | Încărcați imagine | Raportați eroare |
| 64817.02.01                               | Așezarea de epoca bronzului de la Saciova / ansamblu anonim (Categorie: așezare) (Tip: Așezare)                                                                         | sat Saciova, comuna Reci                |                                      |                                      |            |            | Încărcați imagine | Raportați eroare |
| 64817.01.01                               | Cetatea medievala de la Saciova / ansamblu anonim (Categorie: locuire civilă) (Tip: Cetate)                                                                             | sat Saciova, comuna Reci                | Dealul de Cărămidă                   |                                      |            |            | Încărcați imagine | Raportați eroare |
| 64817.04.01                               | Așezarea Cucuteni - Ariușd de la Saciova / ansamblu anonim (Categorie: locuire civilă) (Tip: Așezare)                                                                   | sat Saciova, comuna Reci                |                                      | Cucuteni - Ariușd                    |            |            | Încărcați imagine | Raportați eroare |
| 63401.19.01                               | Situl preistoric și cel medieval de la Sfântul Gheorghe - "Pap" / ansamblu anonim (Categorie: locuire) (Tip: așezare)                                                   | municipiul Sfântu Gheorghe              | Pap                                  |                                      |            |            | Încărcați imagine | Raportați eroare |
| 63401.19.02                               | Situl preistoric și cel medieval de la Sfântul Gheorghe - "Pap" / ansamblu anonim (Categorie: locuire) (Tip: Așezare)                                                   | municipiul Sfântu Gheorghe              | Pap                                  |                                      |            |            | Încărcați imagine | Raportați eroare |
| 63401.07.01                               | Situl arheologic de la Sfântul Gheorghe - "Dealul Fragilor" / ansamblu anonim (Categorie: locuire civilă) (Tip: Așezare)                                                | municipiul Sfântu Gheorghe              | Dealul Fragilor                      |                                      |            |            | Încărcați imagine | Raportați eroare |
| 63401.07.02                               | Situl arheologic de la Sfântul Gheorghe - "Dealul Fragilor" / ansamblu anonim (Categorie: locuire civilă) (Tip: Așezare)                                                | municipiul Sfântu Gheorghe              | Dealul Fragilor                      | Sântana de Mureș - Cerneahov         |            |            | Încărcați imagine | Raportați eroare |
| 63401.07.03                               | Situl arheologic de la Sfântul Gheorghe - "Dealul Fragilor" / ansamblu anonim (Categorie: locuire civilă) (Tip: Așezare)                                                | municipiul Sfântu Gheorghe              | Dealul Fragilor                      | geto-dacică sec. I a.Chr. - I p.Chr. |            |            | Încărcați imagine | Raportați eroare |
| 63401.07.04                               | Situl arheologic de la Sfântul Gheorghe - "Dealul Fragilor" / ansamblu anonim (Categorie: locuire civilă) (Tip: Mormânt de inhumație)                                   | municipiul Sfântu Gheorghe              | Dealul Fragilor                      | sec. X-XI                            |            |            | Încărcați imagine | Raportați eroare |
| 63401.08.01                               | Așezarea romană de la Sfântu Gheorghe / ansamblu anonim (Categorie: locuire civilă) (Tip: Așezare)                                                                      | municipiul Sfântu Gheorghe              |                                      |                                      |            |            | Încărcați imagine | Raportați eroare |
| 63401.08.02                               | Așezarea romană de la Sfântu Gheorghe / ansamblu anonim (Categorie: locuire civilă) (Tip: Morminte de incinerație)                                                      | municipiul Sfântu Gheorghe              |                                      |                                      |            |            | Încărcați imagine | Raportați eroare |
| 63401.09.01                               | Așezarea Schneckenberg de la Sfântu Gheorghe - "Piatra de veghe" / ansamblu anonim (Categorie: locuire civilă) (Tip: Așezare)                                           | municipiul Sfântu Gheorghe              | Piatra de veghe                      | Schneckenberg                        |            |            | Încărcați imagine | Raportați eroare |
| 63401.10.01                               | Mormântul scitic de la Sfântu Gheorghe - "Str. Umbrei" / ansamblu anonim (Categorie: descoperire funerară) (Tip: Mormânt de inhumație)                                  | municipiul Sfântu Gheorghe              | Str. Umbrei, punct Str. Umbrei       | scitică sec. VI-V                    |            |            | Încărcați imagine | Raportați eroare |
| 63401.11.01                               | Situl scitic de la Sfântu Gheorghe - "Gimnaziu" / ansamblu anonim (Categorie: locuire) (Tip: sit)                                                                       | municipiul Sfântu Gheorghe              | Gimnaziu                             | scitică                              |            |            | Încărcați imagine | Raportați eroare |
| 63401.12.01                               | Mormintele Precucuteni de la Sfântu Gheorghe - "Str. Váradi" / ansamblu anonim (Categorie: descoperire funerară) (Tip: Mormânt)                                         | municipiul Sfântu Gheorghe              | Str. Váradi, punct Str. Váradi       | Precucuteni                          |            |            | Încărcați imagine | Raportați eroare |
| 63401.13.01                               | Mormântul geto-dacic de la Sfântu Gheorghe - "Str. Ady Endre" / ansamblu anonim (Categorie: descoperire funerară) (Tip: Mormânt de incinerație)                         | municipiul Sfântu Gheorghe              | Str. Ady Endre, punct Str. Ady Endre | geto-dacică                          |            |            | Încărcați imagine | Raportați eroare |
| 63401.14.01                               | Locuirea din epoca migrațiilor timpurii de la Sfântu Gheorghe - "Kökönyes" / ansamblu anonim (Categorie: locuire) (Tip: Locuire)                                        | municipiul Sfântu Gheorghe              | Kökönyes                             | sec. IV                              |            |            | Încărcați imagine | Raportați eroare |
| 63401.15.01                               | Așezarea din epoca medievală timpurie de la Sfântu Gheorghe - "Biserica reformată" / ansamblu anonim (Categorie: locuire civilă) (Tip: Așezare)                         | municipiul Sfântu Gheorghe              | Biserica reformată                   | sec. X                               |            |            | Încărcați imagine | Raportați eroare |
| 63401.16.01                               | Așezarea din epoca medievală timpurie de la Sfântu Gheorghe - "Grădina lui Kula" / ansamblu anonim (Categorie: locuire civilă) (Tip: Așezare)                           | municipiul Sfântu Gheorghe              | Grădina lui Kula                     | sec. IX-X                            |            |            | Încărcați imagine | Raportați eroare |
| 63401.17.01                               | Așezarea Cucuteni-Ariușd de la Sfântu Gheorghe - "Gémvára-Avasalja" / ansamblu anonim (Categorie: locuire civilă) (Tip: Așezare)                                        | municipiul Sfântu Gheorghe              | Gémvára-Avasalja                     | Cucuteni - Ariușd                    |            |            | Încărcați imagine | Raportați eroare |
| 63401.17.02                               | Așezarea Cucuteni-Ariușd de la Sfântu Gheorghe - "Gémvára-Avasalja" / ansamblu anonim (Categorie: locuire civilă) (Tip: Așezare)                                        | municipiul Sfântu Gheorghe              | Gémvára-Avasalja                     | Wietenberg                           |            |            | Încărcați imagine | Raportați eroare |
| 63401.18.01                               | Complexul de cult din epoca bronzului timpuriu de la Sfântu Gheorghe - "Moara Veres" / ansamblu anonim (Categorie: structură de cult/religioasă) (Tip: Complex de cult) | municipiul Sfântu Gheorghe              | Moara Veres                          |                                      |            |            | Încărcați imagine | Raportați eroare |
| 63401.06.01                               | Așezarea halstattiană de la Sfântu Gheorghe - "Cartier Simeria" / ansamblu anonim (Categorie: locuire civilă) (Tip: Așezare)                                            | municipiul Sfântu Gheorghe              | Cartier Simeria                      | Gáva                                 |            |            | Încărcați imagine | Raportați eroare |
| 63401.20                                  | Spada medievală de la Sfântu Gheorghe (Categorie: descoperire izolată) (Tip: obiect izolat)                                                                             | municipiul Sfântu Gheorghe              |                                      | sec. XI - XIII                       |            |            | Încărcați imagine | Raportați eroare |
| 63401.21.01                               | Tumulul de la Sfântu Gheorghe - "Karácsony" / ansamblu anonim (Categorie: descoperire funerară) (Tip: Tumul)                                                            | municipiul Sfântu Gheorghe              | Karácsony                            |                                      |            |            | Încărcați imagine | Raportați eroare |
| 63401.22.01                               | Așezarea hallstattiană de la Sfântu Gheorghe - "Arcuș" / ansamblu anonim (Categorie: locuire civilă) (Tip: Așezare)                                                     | municipiul Sfântu Gheorghe              | Arcuș                                |                                      |            |            | Încărcați imagine | Raportați eroare |
| 63401.23.01                               | Descoperirile Noua de la Sfântu Gheorghe - "Liceul Mikes" / ansamblu anonim (Categorie: locuire) (Tip: așezare)                                                         | municipiul Sfântu Gheorghe              | Liceul Mikes                         | Noua                                 |            |            | Încărcați imagine | Raportați eroare |
| 63401.24.01                               | Așezarea Noua de la Sfântu Gheorghe - "Stația CFR" / ansamblu anonim (Categorie: locuire civilă) (Tip: Așezare)                                                         | municipiul Sfântu Gheorghe              | Stația CFR                           | Noua                                 |            |            | Încărcați imagine | Raportați eroare |
| 64835.02.01                               | Situl arheologic de la Sânzieni - "Piatra de tocilă" / ansamblu anonim (Categorie: locuire civilă) (Tip: Așezare)                                                       | sat Sânzieni, comuna Sânzieni           | Piatra de tocilă                     | Petrești                             |            |            | Încărcați imagine | Raportați eroare |
| 64835.02.02                               | Situl arheologic de la Sânzieni - "Piatra de tocilă" / ansamblu anonim (Categorie: locuire civilă) (Tip: Așezare)                                                       | sat Sânzieni, comuna Sânzieni           | Piatra de tocilă                     | Cucuteni - Ariușd - A2, AB, B        |            |            | Încărcați imagine | Raportați eroare |
| 64835.02.03                               | Situl arheologic de la Sânzieni - "Piatra de tocilă" / ansamblu anonim (Categorie: locuire civilă) (Tip: Așezare)                                                       | sat Sânzieni, comuna Sânzieni           | Piatra de tocilă                     | Schneckenberg                        |            |            | Încărcați imagine | Raportați eroare |
| 64835.02.04                               | Situl arheologic de la Sânzieni - "Piatra de tocilă" / ansamblu anonim (Categorie: locuire civilă) (Tip: Mormânt)                                                       | sat Sânzieni, comuna Sânzieni           | Piatra de tocilă                     | Noua                                 |            |            | Încărcați imagine | Raportați eroare |
| 64835.02.05                               | Situl arheologic de la Sânzieni - "Piatra de tocilă" / ansamblu anonim (Categorie: locuire civilă) (Tip: Așezare)                                                       | sat Sânzieni, comuna Sânzieni           | Piatra de tocilă                     | geto-dacică                          |            |            | Încărcați imagine | Raportați eroare |
| 64835.02.06                               | Situl arheologic de la Sânzieni - "Piatra de tocilă" / ansamblu anonim (Categorie: locuire civilă) (Tip: Așezare)                                                       | sat Sânzieni, comuna Sânzieni           | Piatra de tocilă                     | Bodrogkeresztur                      |            |            | Încărcați imagine | Raportați eroare |
| 64835.03.01                               | Mormântul Schneckenberg de la Sânzieni - "Polyvár de Jos" / ansamblu anonim (Categorie: descoperire funerară) (Tip: mormânt)                                            | sat Sânzieni, comuna Sânzieni           | Polyvár de Jos                       | Schneckenberg                        |            |            | Încărcați imagine | Raportați eroare |
| 64835.04.01                               | Situl arheologic de la Sânzieni - "Terasa de Jos" / ansamblu anonim (Categorie: locuire civilă) (Tip: Așezare)                                                          | sat Sânzieni, comuna Sânzieni           | Terasa de Jos                        | Coțofeni                             |            |            | Încărcați imagine | Raportați eroare |
| 64835.04.02                               | Situl arheologic de la Sânzieni - "Terasa de Jos" / ansamblu anonim (Categorie: locuire civilă) (Tip: Așezare)                                                          | sat Sânzieni, comuna Sânzieni           | Terasa de Jos                        | Wietenberg                           |            |            | Încărcați imagine | Raportați eroare |
| 64835.04.03                               | Situl arheologic de la Sânzieni - "Terasa de Jos" / ansamblu anonim (Categorie: locuire civilă) (Tip: Așezare)                                                          | sat Sânzieni, comuna Sânzieni           | Terasa de Jos                        |                                      |            |            | Încărcați imagine | Raportați eroare |
| 64835.05.01                               | Așezarea Wietenberg de la Sânzieni - "Locul Domnesc" / ansamblu anonim (Categorie: locuire civilă) (Tip: Așezare)                                                       | sat Sânzieni, comuna Sânzieni           | Locul Domnesc                        | Wietenberg                           |            |            | Încărcați imagine | Raportați eroare |
| 64835.05.02                               | Așezarea Wietenberg de la Sânzieni - "Locul Domnesc" / ansamblu anonim (Categorie: locuire civilă) (Tip: Mormânt)                                                       | sat Sânzieni, comuna Sânzieni           | Locul Domnesc                        |                                      |            |            | Încărcați imagine | Raportați eroare |
| 64385.06.01                               | Situl arheologic de la Sânzieni - "Perkö" / ansamblu anonim (Categorie: locuire civilă) (Tip: Așezare)                                                                  | sat Sânzieni, comuna Sânzieni           | Perkö                                | Schneckenberg                        |            |            | Încărcați imagine | Raportați eroare |
| 64385.06.02                               | Situl arheologic de la Sânzieni - "Perkö" / ansamblu anonim (Categorie: locuire civilă) (Tip: Așezare)                                                                  | sat Sânzieni, comuna Sânzieni           | Perkö                                | geto-dacică                          |            |            | Încărcați imagine | Raportați eroare |
| 64385.06.03                               | Situl arheologic de la Sânzieni - "Perkö" / ansamblu anonim (Categorie: locuire civilă) (Tip: Așezare)                                                                  | sat Sânzieni, comuna Sânzieni           | Perkö                                |                                      |            |            | Încărcați imagine | Raportați eroare |
| 64385.06.04                               | Situl arheologic de la Sânzieni - "Perkö" / ansamblu anonim (Categorie: locuire civilă) (Tip: Biserică)                                                                 | sat Sânzieni, comuna Sânzieni           | Perkö                                | sec. XVI-XVII                        |            |            | Încărcați imagine | Raportați eroare |
| 64835.07.01                               | Situl arheologic de la Sânzieni - "Coama Cetății" / ansamblu anonim (Categorie: locuire civilă) (Tip: Așezare)                                                          | sat Sânzieni, comuna Sânzieni           | Coama Cetății                        |                                      |            |            | Încărcați imagine | Raportați eroare |
| 64835.07.02                               | Situl arheologic de la Sânzieni - "Coama Cetății" / ansamblu Cetatea Cece (Categorie: locuire civilă) (Tip: Cetate)                                                     | sat Sânzieni, comuna Sânzieni           | Coama Cetății                        | geto-dacică                          |            |            | Încărcați imagine | Raportați eroare |
| 64835.08.01                               | Descoperirile Sântana de Mureș - Cerneahov de la Sânzieni / ansamblu anonim (Categorie: locuire) (Tip: Locuire)                                                         | sat Sânzieni, comuna Sânzieni           |                                      | Sântana de Mureș - Cerneahov         |            |            | Încărcați imagine | Raportați eroare |
| 63697.01.01                               | Așezarea paleolitică de la Sita Buzăului / ansamblu anonim (Categorie: locuire civilă) (Tip: Așezare)                                                                   | sat Sita Buzăului, comuna Sita Buzăului |                                      | Aurignacian                          |            |            | Încărcați imagine | Raportați eroare |
| 63697.02.01                               | Situl arheologic de la Sita Buzăului - "Malul Dinu Buzea" / ansamblu anonim (Categorie: locuire civilă) (Tip: Așezare)                                                  | sat Sita Buzăului, comuna Sita Buzăului | Malul Dinu Buzea                     | Aurignacian                          |            |            | Încărcați imagine | Raportați eroare |
| 63697.02.02                               | Situl arheologic de la Sita Buzăului - "Malul Dinu Buzea" / ansamblu anonim (Categorie: locuire civilă) (Tip: Așezare)                                                  | sat Sita Buzăului, comuna Sita Buzăului | Malul Dinu Buzea                     | tardenoisian                         |            |            | Încărcați imagine | Raportați eroare |
| 63697.02.03                               | Situl arheologic de la Sita Buzăului - "Malul Dinu Buzea" / ansamblu anonim (Categorie: locuire civilă) (Tip: Așezare)                                                  | sat Sita Buzăului, comuna Sita Buzăului | Malul Dinu Buzea                     | Starčevo - Criș                      |            |            | Încărcați imagine | Raportați eroare |
| 63697.02.04                               | Situl arheologic de la Sita Buzăului - "Malul Dinu Buzea" / ansamblu anonim (Categorie: locuire civilă) (Tip: Așezare)                                                  | sat Sita Buzăului, comuna Sita Buzăului | Malul Dinu Buzea                     | Schneckenberg                        |            |            | Încărcați imagine | Raportați eroare |
| 63697.03.01                               | Descoperirile Starcevo - Criș de la Sita Buzăului - "Satul Cremenea" / ansamblu anonim (Categorie: locuire) (Tip: sit)                                                  | sat Sita Buzăului, comuna Sita Buzăului | Satul Cremenea                       | Starčevo - Criș                      |            |            | Încărcați imagine | Raportați eroare |
| 63697.04.01                               | Așezarea paleoitică de la Sita Buzăului - "Cremenea-Poienița" / ansamblu anonim (Categorie: locuire civilă) (Tip: Așezare)                                              | sat Sita Buzăului, comuna Sita Buzăului | Cremenea-Poienița                    |                                      |            |            | Încărcați imagine | Raportați eroare |
| 63697.05.01                               | Așezarea paleolitică de la Sita Buzăului - "Gâlma" / ansamblu anonim (Categorie: locuire civilă) (Tip: Așezare)                                                         | sat Sita Buzăului, comuna Sita Buzăului | Gâlma                                | Aurignacian                          |            |            | Încărcați imagine | Raportați eroare |
| 63697.06.01                               | Așezarea paleoitică de la Sita Buzăului - "Gâlma Mare" / ansamblu anonim (Categorie: locuire civilă) (Tip: Așezare)                                                     | sat Sita Buzăului, comuna Sita Buzăului | Gâlma Mare                           | gravettian                           |            |            | Încărcați imagine | Raportați eroare |
| 63697.07.01                               | Așezarea paleolitică de la Sita Buzăului - "Poarta Cremenii" / ansamblu anonim (Categorie: locuire civilă) (Tip: Așezare)                                               | sat Sita Buzăului, comuna Sita Buzăului | Poarta Cremenii                      | gravettian                           |            |            | Încărcați imagine | Raportați eroare |
| 63697.08.01                               | Așezarea preistorică de la Sita Buzăului - "Drumul Roatelor" / ansamblu anonim (Categorie: locuire civilă) (Tip: Așezare)                                               | sat Sita Buzăului, comuna Sita Buzăului | Drumul Roatelor                      | gravettian                           |            |            | Încărcați imagine | Raportați eroare |
| 63697.08.02                               | Așezarea preistorică de la Sita Buzăului - "Drumul Roatelor" / ansamblu anonim (Categorie: locuire civilă) (Tip: Așezare)                                               | sat Sita Buzăului, comuna Sita Buzăului | Drumul Roatelor                      | Starčevo - Criș                      |            |            | Încărcați imagine | Raportați eroare |
| 63697.09.01                               | Așezarea paleolitică de la Sita Buzăului - "Crăciunești" / ansamblu anonim (Categorie: locuire civilă) (Tip: Așezare)                                                   | sat Sita Buzăului, comuna Sita Buzăului | Crăciunești                          | Aurignacian                          |            |            | Încărcați imagine | Raportați eroare |
| 63697.10.01                               | Așezarea paleolitică de la Sita Buzăului - "Otacu" / ansamblu anonim (Categorie: locuire civilă) (Tip: Așezare)                                                         | sat Sita Buzăului, comuna Sita Buzăului | Otacu                                | Aurignacian - mijlociu               |            |            | Încărcați imagine | Raportați eroare |
| 63697.11.01                               | Mormântul medieval de la Sita Buzăului - "Kicsemernek" / ansamblu anonim (Categorie: descoperire funerară) (Tip: Mormânt)                                               | sat Sita Buzăului, comuna Sita Buzăului | Kicsemernek                          | sec. XI-XIII                         |            |            | Încărcați imagine | Raportați eroare |
| 63697.12.01                               | Situl arheologic de la Sita Buzăului - "Dealul Gâlma Mare" / ansamblu anonim (Categorie: locuire civilă) (Tip: Așezare)                                                 | sat Sita Buzăului, comuna Sita Buzăului | Dealul Gâlma Mare                    | gravettian                           |            |            | Încărcați imagine | Raportați eroare |
| 63697.12.02                               | Situl arheologic de la Sita Buzăului - "Dealul Gâlma Mare" / ansamblu anonim (Categorie: locuire civilă) (Tip: Așezare)                                                 | sat Sita Buzăului, comuna Sita Buzăului | Dealul Gâlma Mare                    |                                      |            |            | Încărcați imagine | Raportați eroare |
| 65075.01                                  | Situl arheologic de la Surcea (Categorie: locuire civilă) (Tip: așezare)                                                                                                | sat Surcea, comuna Zăbala               |                                      |                                      |            |            | Încărcați imagine | Raportați eroare |
| 65075.01.02                               | Situl arheologic de la Surcea / ansamblu anonim (Categorie: locuire civilă) (Tip: Așezare)                                                                              | sat Surcea, comuna Zăbala               |                                      |                                      |            |            | Încărcați imagine | Raportați eroare |
| 65075.01.03                               | Situl arheologic de la Surcea / ansamblu anonim (Categorie: locuire civilă) (Tip: Așezare)                                                                              | sat Surcea, comuna Zăbala               |                                      |                                      |            |            | Încărcați imagine | Raportați eroare |
| 65075.02.01                               | Așezarea medievală de la Surcea - "Satu Dămăcuș" / ansamblu anonim (Categorie: locuire civilă) (Tip: Așezare)                                                           | sat Surcea, comuna Zăbala               | Satu Dămăcuș                         | sec. XVII                            |            |            | Încărcați imagine | Raportați eroare |
| 65075.03.01                               | Depozitul geto-dacic de la Surcea - "Hadnagy" / ansamblu anonim (Categorie: depozit/tezaur) (Tip: Depozit)                                                              | sat Surcea, comuna Zăbala               | Hadnagy                              | sec. I î.Chr.                        |            |            | Încărcați imagine | Raportați eroare |
| 64817.05                                  | Descoperiri izolate la Saciova-Pădurea Lapos (Categorie: descoperire izolată) (Tip: obiect izolat)                                                                      | sat Saciova, comuna Reci                | Pădurea Lapos                        |                                      |            |            | Încărcați imagine | Raportați eroare |
| 63401.30.01 (Cod LMI: CV-II-a-A-13090)    | Cetatea de la Sfântu Gheorghe / ansamblu anonim (Categorie: locuire) (Tip: Cetate sătească)                                                                             | municipiul Sfântu Gheorghe              | str. Cetății 1                       | sec. XVI                             |            |            | Încărcați imagine | Raportați eroare |
| 63401.30.02 (Cod LMI: CV-II-m-A-13090.01) | Cetatea de la Sfântu Gheorghe / ansamblu anonim (Categorie: locuire) (Tip: Biserică reformată)                                                                          | municipiul Sfântu Gheorghe              | str. Cetății 1                       | sec. XIV, transf. 1547, 1803         |            |            | Încărcați imagine | Raportați eroare |
| 63401.30.03 (Cod LMI: CV-II-m-A-13090.04) | Cetatea de la Sfântu Gheorghe / ansamblu anonim (Categorie: locuire) (Tip: Zid de incintă cu turn clopotniță)                                                           | municipiul Sfântu Gheorghe              | str. Cetății 1                       | sec. XVI                             |            |            | Încărcați imagine | Raportați eroare |